# Molophilus lackschewitzianus
Molophilus lackschewitzianus là một loài ruồi trong họ Limoniidae. Chúng phân bố ở miền Cổ bắc.